# 五堡镇 (涿鹿县)
五堡镇，是中华人民共和国河北省张家口涿鹿县下辖的一个乡镇级行政单位。

## 行政区划
五堡镇下辖以下地区：
新胡庄村、康庄村、高堡村、小堡村、头堡村、庄科村、南二堡村、羊圈村、三堡村、上四堡村、下四堡村、五堡村、六堡村、杨窑村、七堡村、九堡村、广恩屯村、百姓营村和代家沟村。